# Giro dell'Emilia 2006
Il Giro dell'Emilia 2006, ottantanovesima edizione della corsa e valida come evento dell'UCI Europe Tour 2006, si svolse il 7 ottobre 2006 su un percorso di 196,6 km. La vittoria fu appannaggio dell'italiano Davide Rebellin, che completò il percorso in 4h55'15", precedendo i connazionali Danilo Di Luca e Giuseppe Di Grande.
Sul traguardo di San Luca 49 ciclisti, su 159 partiti da Cento, portarono a termine la competizione.

## Ordine d'arrivo (Top 10)
| Pos. | Corridore          | Squadra        | Tempo    |
| ---- | ------------------ | -------------- | -------- |
| 1    | Davide Rebellin    | Gerolsteiner   | 4h55'15" |
| 2    | Danilo Di Luca     | Liquigas       | s.t.     |
| 3    | Giuseppe Di Grande | Miche          | a 2"     |
| 4    | Santo Anzà         | Selle Italia   | a 10"    |
| 5    | Riccardo Riccò     | Saunier Duval  | a 15"    |
| 6    | Simone Masciarelli | Acqua & Sapone | a 21"    |
| 7    | Ruggero Marzoli    | Lampre         | s.t.     |
| 8    | Oliver Zaugg       | Saunier Duval  | s.t.     |
| 9    | Luca Mazzanti      | Panaria        | a 30"    |
| 10   | Kanstancin Siŭcoŭ  | Acqua & Sapone | a 33"    |